# Saint-Aubin-d'Appenai
Saint-Aubin-d'Appenai és un municipi francès situat al departament de l'Orne i a la regió de Normandia. L'any 2007 tenia 412 habitants.

## Demografia

### Població
El 2007 la població de fet de Saint-Aubin-d'Appenai era de 412 persones. Hi havia 163 famílies de les quals 42 eren unipersonals (13 homes vivint sols i 29 dones vivint soles), 59 parelles sense fills, 54 parelles amb fills i 8 famílies monoparentals amb fills.
La població ha evolucionat segons el següent gràfic:
Habitants censats

### Habitatges
El 2007 hi havia 198 habitatges, 162 eren l'habitatge principal de la família, 26 eren segones residències i 10 estaven desocupats. 196 eren cases i 2 eren apartaments. Dels 162 habitatges principals, 122 estaven ocupats pels seus propietaris i 41 estaven llogats i ocupats pels llogaters; 1 tenia una cambra, 6 en tenien dues, 27 en tenien tres, 52 en tenien quatre i 75 en tenien cinc o més. 132 habitatges disposaven pel capbaix d'una plaça de pàrquing. A 75 habitatges hi havia un automòbil i a 70 n'hi havia dos o més.

### Piràmide de població
La piràmide de població per edats i sexe el 2009 era:
| Homes | Edats   | Dones |
| ----- | ------- | ----- |
| 0     | 95 o +  | 0     |
| 0     | 90 a 94 | 0     |
| 0     | 85 a 89 | 0     |
| 12    | 80 a 84 | 8     |
| 8     | 75 a 79 | 8     |
| 12    | 70 a 74 | 12    |
| 12    | 65 a 69 | 12    |
| 8     | 60 a 64 | 8     |
| 0     | 55 a 59 | 12    |
| 0     | 50 a 54 | 0     |
| 36    | 45 a 49 | 8     |
| 4     | 40 a 44 | 12    |
| 0     | 35 a 39 | 8     |
| 16    | 30 a 34 | 8     |
| 8     | 25 a 29 | 8     |
| 8     | 20 a 24 | 16    |
| 12    | 15 a 19 | 12    |
| 8     | 10 a 14 | 4     |
| 8     | 5 a 9   | 4     |
| 4     | 0 a 4   | 8     |

## Economia
El 2007 la població en edat de treballar era de 237 persones, 171 eren actives i 66 eren inactives. De les 171 persones actives 159 estaven ocupades (87 homes i 72 dones) i 11 estaven aturades (6 homes i 5 dones). De les 66 persones inactives 32 estaven jubilades, 17 estaven estudiant i 17 estaven classificades com a «altres inactius».

### Ingressos
El 2009 a Saint-Aubin-d'Appenai hi havia 161 unitats fiscals que integraven 389,5 persones, la mediana anual d'ingressos fiscals per persona era de 17.755 €.

### Activitats econòmiques
Dels 12 establiments que hi havia el 2007, 1 era d'una empresa alimentària, 5 d'empreses de construcció, 1 d'una empresa de comerç i reparació d'automòbils, 1 d'una empresa d'informació i comunicació, 1 d'una empresa financera, 1 d'una empresa immobiliària, 1 d'una empresa de serveis i 1 d'una entitat de l'administració pública.
Dels 5 establiments de servei als particulars que hi havia el 2009, 1 era un paleta, 2 fusteries, 1 electricista i 1 agència immobiliària.
L'any 2000 a Saint-Aubin-d'Appenai hi havia 17 explotacions agrícoles que ocupaven un total de 648 hectàrees.

## Poblacions més properes
El següent diagrama mostra les poblacions més properes.